# Richard Gadze
Richard Gadze (n. 23 august 1993, Accra, Ghana) este un fotbalist ghanez liber de contract, care joacă pe post de atacant.